# 里瓦罗洛曼托瓦诺
里瓦罗洛曼托瓦诺（義大利語：Rivarolo Mantovano），是意大利曼托瓦省的一个市镇。总面积25平方公里，人口2693人，人口密度107.7人/平方公里（2009年）。国家统计（ISTAT）代码为020050。